# Чудаков, Михаил Валентинович
Михаил Валентинович Чудаков — советский и российский ученый-атомщик, государственный деятель, дипломат, заместитель генерального директора Международного агентства по атомной энергии (МАГАТЭ), директор Департамента ядерной энергии МАГАТЭ, Заслуженный энергетик Российской Федерации, профессор.

## Биография
Родился 28 сентября 1959 года, город Первоуральск, Свердловской области, РСФСР, СССР. В 1977 году окончил с отличием математический класс средней школы № 43 г. Днепропетровска. В 1983 году окончил Московский инженерно-физический институт (МИФИ), факультет экспериментальной и теоретической физики по специальности инженер-физик. Кандидат технических наук.
Должности
- С 1983 по 1991 годы работал на Калининской АЭС, занимая должности: оператор, старший оператор, старший инженер-механик, старший инженер управления реактором, начальник смены реакторного цеха, начальник смены энергоблока, заместитель начальника смены очереди, помощник директора АЭС. Участвовал во вводе в эксплуатацию первого и второго энергоблоков Калининской АЭС.
- С 1991 по 1994 годы работал во Всемирной ассоциации организаций, эксплуатирующих атомные станции (ВАО АЭС) на следующих должностях: советник Московского центра ВАО АЭС, представитель Московского центра ВАО АЭС в Координационном центре в Лондоне.
- С 1994 по 1999 годы работал в концерне «Росэнергоатом» на следующих должностях: заместитель руководителя департамента по международной деятельности, заместитель руководителя департамента по работе с Федеральным оптовым рынком энергии и мощности (ФОРЕМ). заместитель руководителя департамента по производственно-технической деятельности.
- С 1999 по 2007 годы — директор Билибинской АЭС, заместитель генерального директора концерна «Росэнергоатом». Впервые в Российской Федерации были продлены сроки эксплуатации АЭС, четырех энергоблоков Билибинской АЭС на 15 лет.
- С 2007 по 2015 годы — директор Московского центра Всемирной ассоциации операторов, эксплуатирующих АЭС. Инициировал создание первого международного кризисного центра при ВАО АЭС и создание системы постоянных представителей центра-экспертов на площадках АЭС.
- С 2015 по настоящее время — заместитель Генерального директора Международного агентства по атомной энергии (МАГАТЭ), директор Департамента ядерной энергии. Организовал первую[1] международную конференцию МАГАТЭ о роли атомной энергии в климатических изменениях, привлекшую более сорока миллионов прямых просмотров и более 9 миллионов комментариев[значимость факта?] в сети. Инициировал создание в МАГАТЭ международной платформы по продвижению малых модульных реакторов (SMR platforme)[2].

Награды
- Орден Дружбы (2024)[3]
- Почетное звание «Заслуженный энергетик Российской Федерации».
- Орден Русской Православной церкви Преподобного Сергия Радонежского.
- Знак отличия Госкорпорации «Росатом» «За международное сотрудничество в атомной области».
- Медаль концерна «Росэнергоатом» "За заслуги в развитии концерна «Росэнергоатом».
- Золотая медаль концерна «Росэнергоатом» «За заслуги в повышении безопасности атомных станций».
- Медаль концерна «Росэнергоатом» «За заслуги в повышении безопасности атомных станций России».
- Знак Министерства Российской Федерации по атомной энергии «Ветеран атомной энергетики и промышленности».
- Почетное звание концерна «Росэнергоатом» «Ветеран атомной энергетики Российской Федерации».
- Почетное звание «Ветеран труда».
- Грамота Администрации Президента Российской Федерации «За большой личный вклад в становление и развитие Российской Государственности».
- Благодарственное письмо Администрации Президента Российской Федерации.
- Юбилейный гражданский орден Серебряная Звезда «Общественное признание»
- Медаль министерства топлива и энергетики Украины «За большой вклад в развитие атомной энергетики Украины».
- Юбилейная медаль «70 лет атомной отрасли России».
- Юбилейная медаль «100 лет профсоюзам России».
- Почетная грамота министра Российской Федерации по атомной энергии.
- Грамота Руководителя Федерального Агентства по атомной энергии «За большой вклад в обеспечение ядерной безопасности».
- Грамота Руководителя Федерального агентства по атомной энергии «За большой вклад в развитие атомной отрасли».
- Благодарность Руководителя Федерального агентства по атомной энергии".
- и другие министерские, ведомственные, отраслевые и общественные награды: ордена, медали, нагрудные знаки, грамоты, благодарности, награды других стран.